# Zethus coeruleopennis
Zethus coeruleopennis är en stekelart som först beskrevs av Fabricius 1798.  Zethus coeruleopennis ingår i släktet Zethus och familjen Eumenidae. Inga underarter finns listade i Catalogue of Life.